# Espiner fumat
L'espiner fumat (Acrobatornis fonsecai) és una espècie d'ocell de la família dels furnàrids (Furnariidae) i única espècie del gènere Acrobatornis Pancheco, Whitney et Gonzaga, 1996. Habita la selva humida a una petita zona de l'Estat de Bahia, al Brasil.